# Andrea Maria Schenkel

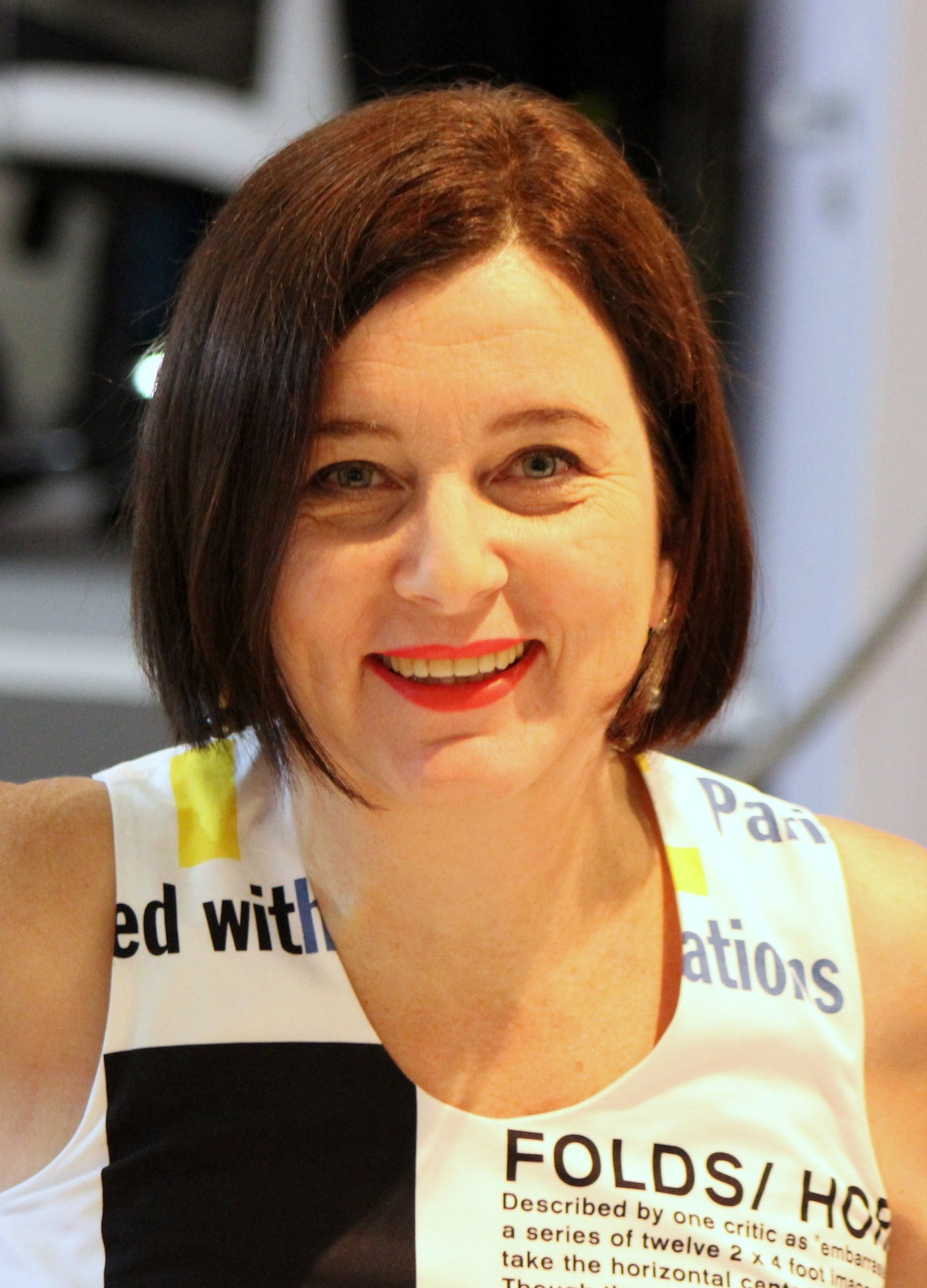
Andrea Maria Schenkel Frankfurter Buchmesse 2013

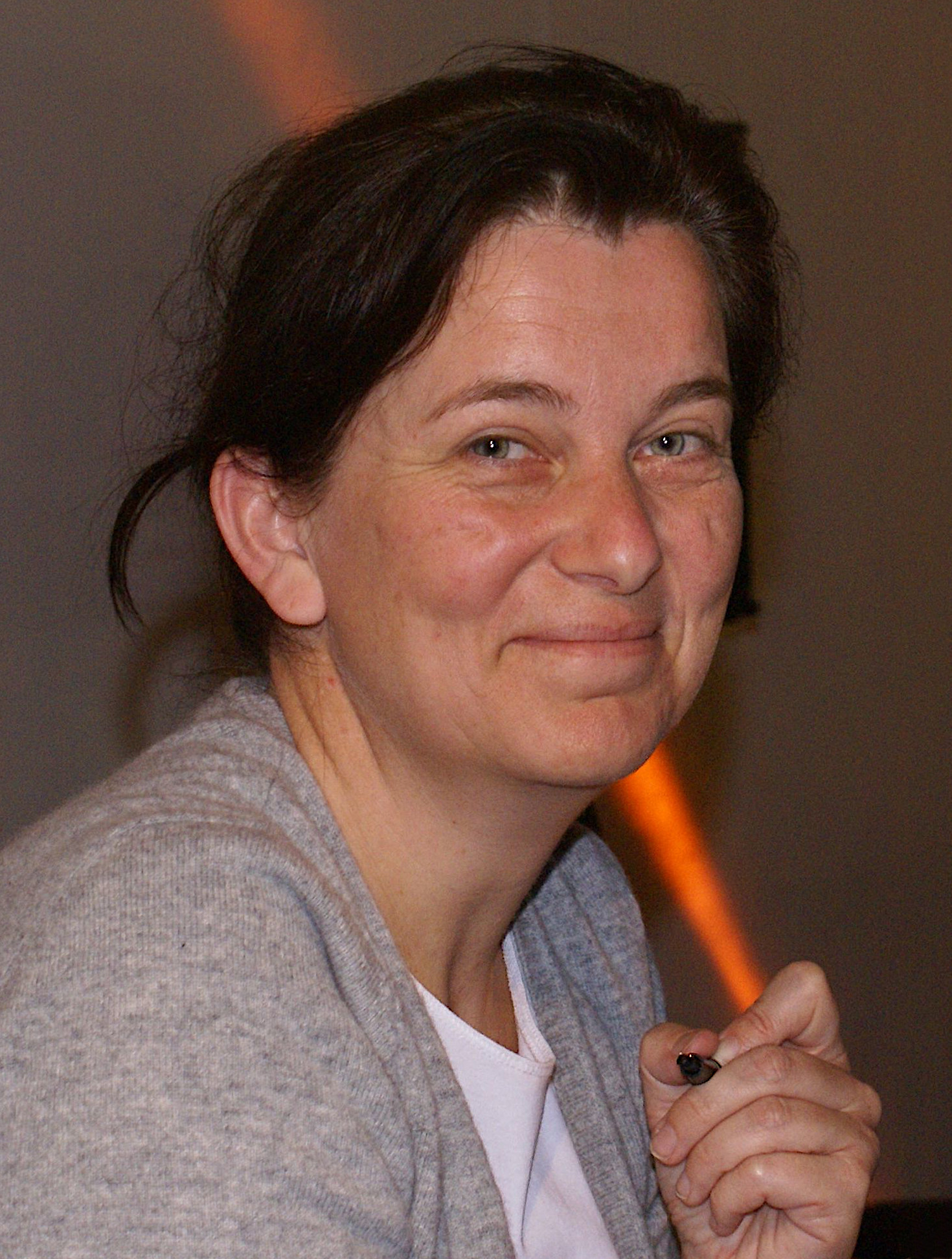
Andrea Maria Schenkel (2008)

Andrea Maria Schenkel (* 21. März 1962 in Regensburg) ist eine deutsche Schriftstellerin.

## Werke
Andrea Maria Schenkel veröffentlichte im Jahr 2006 ihr Romandebüt Tannöd, das auf einem ungeklärten Mordfall im bayerischen Hinterkaifeck basiert. Für diesen Roman erhielt sie 2007 den Deutschen Krimi Preis, den Friedrich Glauser-Preis, kam auf Platz 3 des besten Krimi des Jahres in der KrimiWelt-Bestenliste und wurde 2008 mit dem Schwedischen Krimipreis – The Martin Beck Award geehrt. Tannöd verkaufte sich bislang mehr als 1.000.000 Mal (Stand: November 2009). Die Erstauflage des Buches, das beim Verlag Edition Nautilus erschien, betrug lediglich 1000 Exemplare. Für das Hörbuch zum Roman erhielt sie 2007 zusammen mit Monica Bleibtreu den Corine-Weltbild-Leserpreis.
Im Jahr 2007 produzierte der Norddeutsche Rundfunk (NDR) ein 70-minütiges Hörspiel des Romans Tannöd (Hörspielbearbeitung und Regie: Norbert Schaeffer).
In ihrem zweiten Roman Kalteis, der auf dem Fall des Johann Eichhorn basiert, geht es um einen Frauenmörder. Für diesen Roman wurde sie 2008 ebenfalls mit dem Deutschen Krimi Preis ausgezeichnet und erreichte Platz 10 in der Jahresbestenliste 2007 der KrimiWelt-Bestenliste.
Im Februar 2009 erschien ihr dritter Roman Bunker, die Geschichte einer Frau, die von einem unbekannten Täter tagelang gefangen gehalten wird. Im Gegensatz zu Tannöd und Kalteis ist diese Geschichte fiktiv.
Schenkels vierter Roman Finsterau erschien nach dem Verlagswechsel von der Edition Nautilus zu Hoffmann und Campe im März 2012. Thematisiert wird ein historischer Mordfall aus der Nachkriegszeit, den Schenkel in ein Dorf im Bayerischen Wald verlegt, der sich tatsächlich aber nicht in Finsterau ereignet hat. In ihrem Roman Täuscher von 2013 orientierte sie sich erneut an einer tatsächlichen Begebenheit – einem Doppelmord 1922 in Landshut.

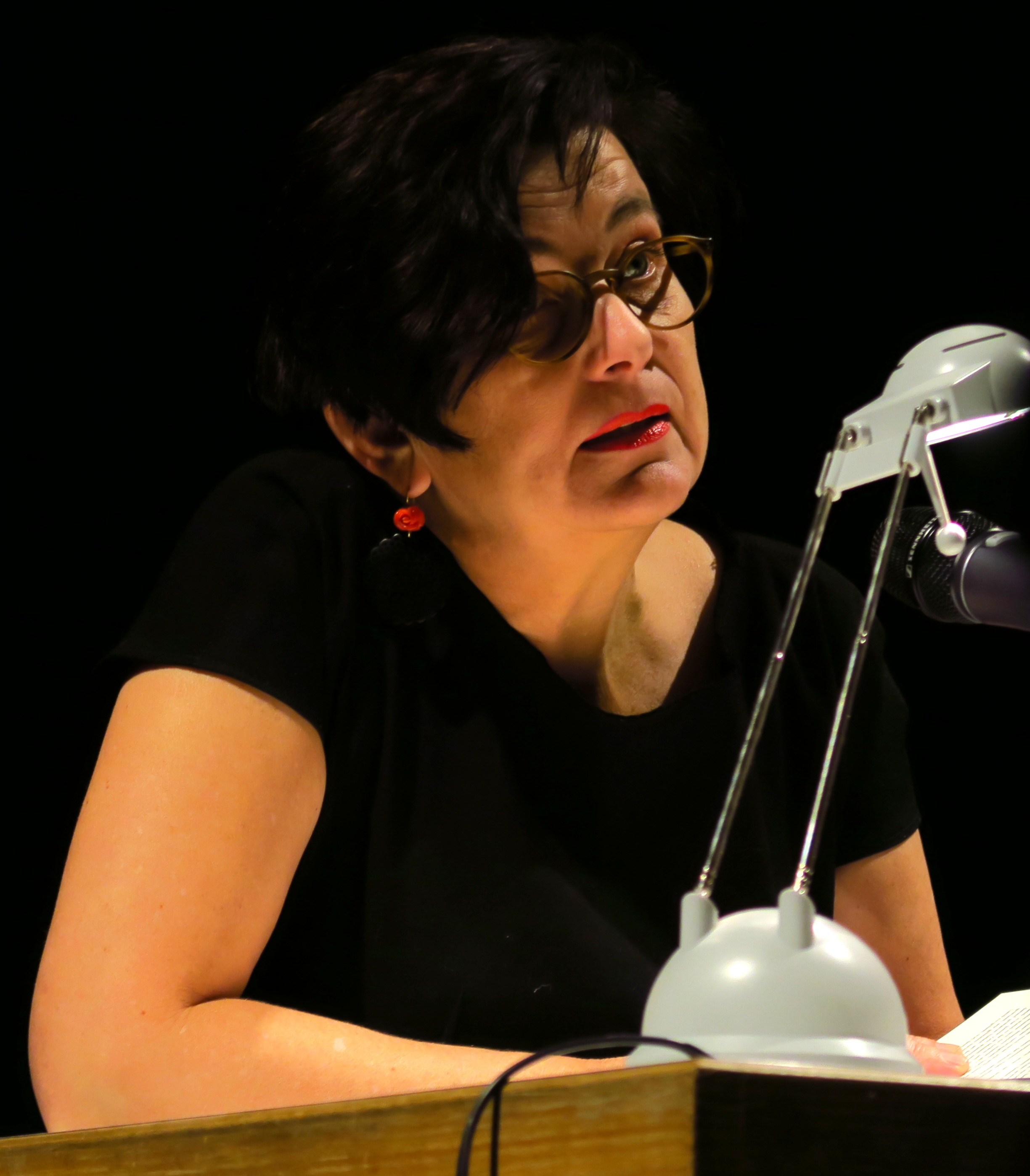
Premierenlesung: Als die Liebe endlich war in der Seidlvilla (2016)

Mit ihrem im März 2016 erschienenen Werk Als die Liebe endlich war verlässt sie das Genre des Kriminalromans. Das Buch schildert das Schicksal deutscher, jüdischer Auswanderer während des Zweiten Weltkriegs bis in die Gegenwart. Das Werk liegt gleichfalls als E-Book und Hörbuch, gelesen von Torben Kessler vor.
Mit ihrem 2023 veröffentlichten Band Der Erdspiegel widmet Schenkel sich einem historisch verbürgten Kriminalfall, dem Fall des Serienmörders Andreas Bichel, der um das Jahr 1811 in der Nähe von Regensburg Frauen ermordete.

## Persönliches
Nach dem Abschluss der Mittleren Reife durchlief sie eine Ausbildung bei der Post. Im Jahr 1992 bekam sie ihr erstes Kind und wurde im Anschluss daran Hausfrau. Erst 2006 erschien ihr Romandebüt Tannöd. Schenkel lebt im Jahr 2012 teilweise in ihrem früheren Wohnort bei Regensburg und teilweise in Westchester, einem Vorort von New York, bei ihrem Lebenspartner. Von ihrem ersten Mann, mit dem sie drei Kinder hat, ist sie geschieden.

## Plagiatsvorwürfe
Vorwürfe des Journalisten Peter Leuschner, ihr Roman Tannöd sei ein Plagiat seiner Bücher Hinterkaifeck. Deutschlands geheimnisvollster Mordfall (1978) und Der Mordfall Hinterkaifeck (1997), wurden 2009 in letzter Instanz durch das Oberlandesgericht München zurückgewiesen. Der Streit drehte sich um die Rechte eines Sachbuchautors an einem realen Stoff, der aus einer Vielzahl von Quellen belegt ist. Schwerpunkt bildete die Frage, ob die Dramatisierung des Stoffs und Ergänzung mit fiktiven Passagen ein selbständiges literarisches Werk erschafft.

## Bibliographie
- 2006: Tannöd, Edition Nautilus, Hamburg, ISBN 978-3-89401-479-7. (Platz 1 der Spiegel-Bestsellerliste im Jahr 2007) (Deutscher Krimipreis 2007)
- 2007: Kalteis, Edition Nautilus, Hamburg, ISBN 978-3-89401-549-7. (Platz 1 der Spiegel-Bestsellerliste vom 3. bis zum 23. September 2007)
- 2009: Bunker, Edition Nautilus, Hamburg, ISBN 978-3-89401-586-2.
- 2012: Finsterau, Hoffmann und Campe, Hamburg, ISBN 978-3-455-40381-7.
- 2013: Täuscher, Hoffmann und Campe, Hamburg, ISBN 978-3-455-40429-6.
- 2016: Als die Liebe endlich war, Hoffmann und Campe, Hamburg, ISBN 978-3-455-40382-4
- 2023: Der Erdspiegel, Kampa, Zürich, ISBN 978-3-311-10047-8.
- 2024: Richtet sie hin! : Historische Fälle. 1. Auflage, Kampa Verlag, Zürich, ISBN 978-3-311-12071-1.